# Eressa confinis
Eressa confinis är en fjärilsart som beskrevs av Walker 1854. Eressa confinis ingår i släktet Eressa och familjen björnspinnare. Inga underarter finns listade i Catalogue of Life.